# Freddie Laker
Freddie Laker, född 6 augusti 1922, död 9 februari 2006, var en flygbolagsdirektör från Storbritannien.

## Biografi
Laker startade 1947 företaget Aviation Traders. Efter andra världskriget fanns många överflödiga militära flygplan, och företaget specialiserade sig på att bygga om och anpassa dessa till fraktflygplan. Man konverterade bland annat bombplanet Handley Page Halifax till fraktflygplan vilka användes under Berlinblockaden 1948–1949. En annan ombyggnad var DC-4 som byggdes om till en specialversion som hette ATL-98 Carvair med en förstorad främre avdelning som kunde rymma upp till 5 personbilar, där namnet "Carvair" var en ordlek med "Car"=bil och "air"=luft. Dessutom var han med och konstruerade lastdörren till Vickers VC10 en av de första comboplanen, det vill säga flygplan för både last och passagerare.
Han arbetade mellan 1959 och 1965 på British United Airways, "BUA", det största privata flygbolaget i Storbritannien under 1960-talet. Han startade 1966 företaget Laker Airways som blev en av pionjärerna inom lågprisflyget i Storbritannien.
Laker adlades 1977 som ett erkännande för sina insatser i flygindustrin.